# Super Mario 64
Super Mario 64 je plošinová videohra z roku 1996 pro konzoli Nintendo 64 a první ze série Super Mario s trojrozměrným 3D hraním. Jedná se o jednu z nejprodávanějších her pro konzoli Nintendo 64.

## Hratelnost
Hráč se jako vždy ujímá Maria, italského instalatéra, který musí zachránit princeznu Peach, kterou unesla zlá obrovská želva Bowser. Hráč musí absolvovat zhruba 15 úrovní. Každá z nich je vlastní uzavřený svět, kde má hráč volnost pohybu a může jej prozkoumávat. Musí přitom dávat pozor na nepřátele, kteří na Maria útočí. Mario se může bránit tím, že je praští a nebo jim skočí na hlavu. Cílem je posbírat co nejvíce hvězd, přičemž každý svět ukrývá 7 hvězd. Další úrovně se otevírají po získání určitého počtu hvězd. Hráč také může narazit na několik speciálních čepic, které mu dají zvláštní schopnosti jako létání, změnu v kovového Maria či procházení určitými zdmi.
Vstup do jednotlivých úrovní je v hradu princezny Peach. Vedle zmíněných 15 úrovní je zde i několik dalších, kde hráč absolvuje buď souboj s Bowserem, který musí hráč absolvovat, aby se mohl dostat do další části hradu. Pak je zde i několik nepovinných miniúrovní, kde může hráč získat hvězdy navíc. Hvězdy lze nalézt i v samotném hradu.

## Děj
Super Mario 64 se nachází v hradu princezny Peach, který se skládá ze tří pater: suterénu, příkopu a nádvoří. Oblast mimo hrad je úvodní oblast, ve které může hráč experimentovat s hratelností, kamerou a ovládáním pohybu. V celém hradu jsou roztroušeny vchody do světů skrz tajné zdi a obrazy. Super Mario 64 začíná dopisem od princezny Peach, v němž vyzývá Maria, aby přišel na svůj hrad na dort, který pro něj pekla. Když Mario dorazí, zjistí, že Bowser napadl hrad a uvěznil princeznu a její služebníky pomocí 120 hvězd. Mnoho obrazů hradu jsou portálem do jiných světů, v nichž Bowserovi přisluhovači hlídají hvězdy. Mario prozkoumá hrad, aby skrz tyto portály vstoupil do světů a vrátil hvězdy. Získává přístup do více místností, když získává více hvězd, a nakonec prochází třemi různými překážkovými dráhami, z nichž každá vede k vlastní bitvě s Bowserem. Když Mario porazí Bowsera poprvé, získá klíč k otevření další úrovně hradu. Poté, co Mario v závěrečné bitvě porazí Bowsera, je Peach propuštěna z vitráže nad vchodem do hradu. Peach odmění Maria tím, že ho políbí na nos a upeče dort, který mu slíbila.
Super Mario 64 je 3D plošinovka, ve které hráč ovládá Maria prostřednictvím několika světů. V každém světě může hráč bloudit všemi směry a objevovat prostředí bez časového omezení. Světy jsou plné nepřátel, kteří útočí na Maria, a také přátelská stvoření, která poskytují pomoc, nabízejí informace nebo žádají o laskavost (jako jsou mírumilovní růžoví kamarádi Bob-omb).

## Hudba a zvuky
Hudbu složil veteránský skladatel Kódži Kondó, který vytvořil nové interpretace známých melodií z dřívějších her i zcela nový materiál. Jódži Inagaki byl výhradně zodpovědný za zvukový design hry, jehož úkolem bylo produkovat stovky zvukových efektů pro titul. Podle něj měla průměrná hra Nintendo 64 asi 500 zvukových efektů. Inagaki se proto uchýlil k úpravě již existujících zvukových efektů z profesionálních knihoven zvukových efektů, jako je Knihovna zvukových efektů General Series 6000 od Warner Bros a Sound Ideas a Knihovna zvukových efektů Series 1000 od Universal Studios.